# ブレーガノ
ブレーガノ（伊: Bregano）は、イタリア共和国ロンバルディア州ヴァレーゼ県に存在した、人口約800人の基礎自治体（コムーネ）。
2023年1月1日にバルデッロおよびマルジェッソと合併し、バルデッロ・コン・マルジェッソ・エ・ブレーガノの一部となった。

## 地理

### 位置・広がり

#### 隣接コムーネ
コムーネとしてのブレーガノが隣接していた、コムーネは以下の通り。
- バルデッロ
- ビアンドロンノ
- マルジェッソ
- トラヴェドナ＝モナーテ

### 地震分類
イタリアの地震リスク階級 (it) では、4 に分類される
。